# AWS Elastic Beanstalk
AWS Elastic Beanstalk es un PaaS (Plataforma como Servicio) servicio de Amazon Web Services que permite crear aplicaciones y desplegarlas a un conjunto definido de Servicios de AWS, incluyendo Amazon EC2, Amazon S3, Amazon Simple Notification Service (SNS), Amazon CloudWatch, auto escalamiento, y balanceador de carga elásticos.
Las aplicaciones y las pilas de software soportadas incluyen:
- Ruby, PHP y aplicaciones Python sobre el Servidor Apache HTTP[2]
- Aplicaciones .NET en IIS 7.5[2]
- Aplicaciones Java sobre Apache Tomcat[2]
- Aplicaciones Node.js[3]
- Contenedores Docker.[4]

Métodos de despliegue soportado incluyen:
- Git
- Archivo de aplicaciones web Java

## Competidores
- Cloud Foundry
- Bluemix
- AppScale
- Google App Engine
- Heroku
- anynines
- Engine Yard
- OpenShift
- Windows Azure
- Jelastic